# نیکلاس وینتون

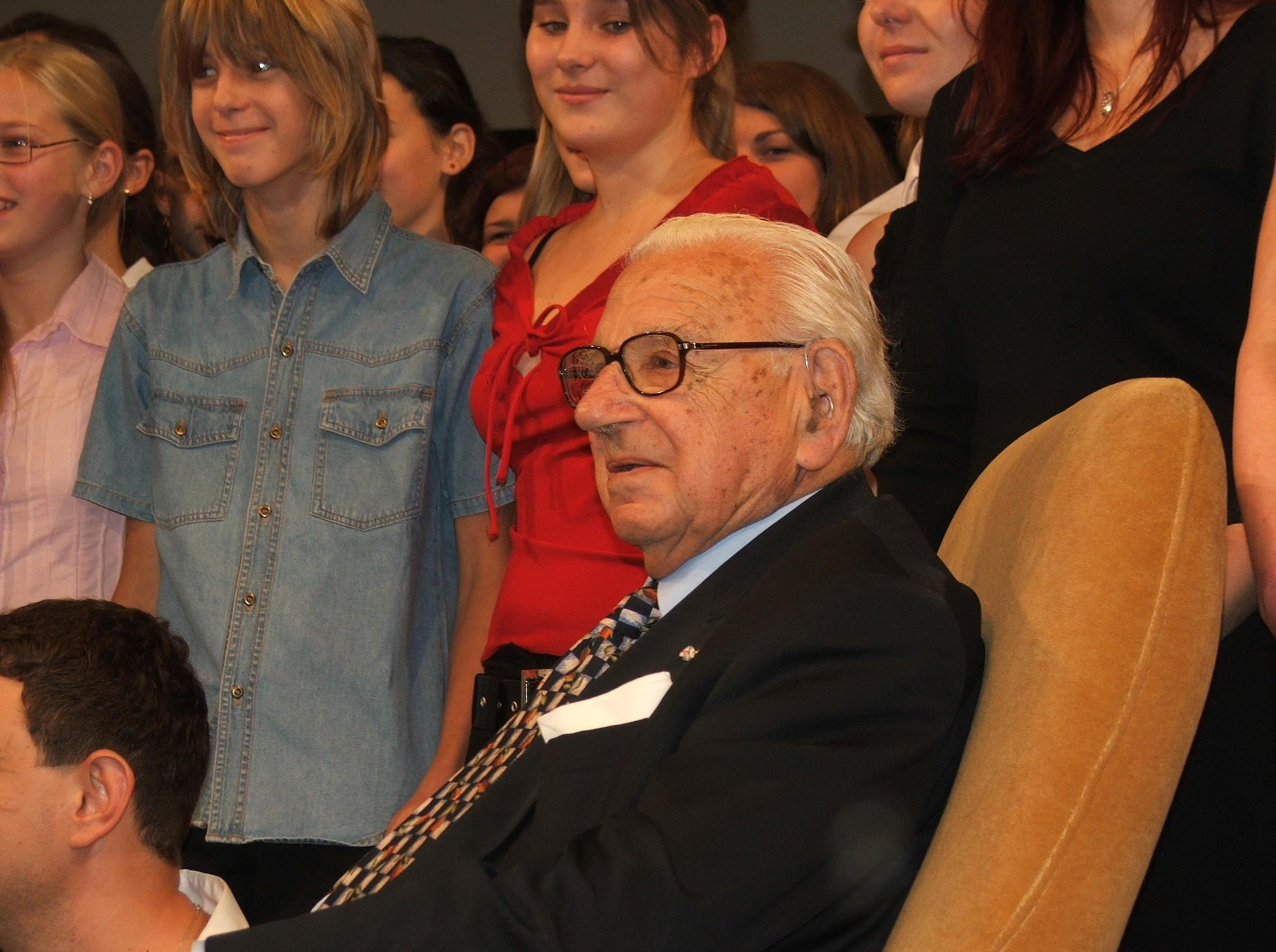
نیکلاس وینتون - اکتبر ۲۰۰۷ - پراگ

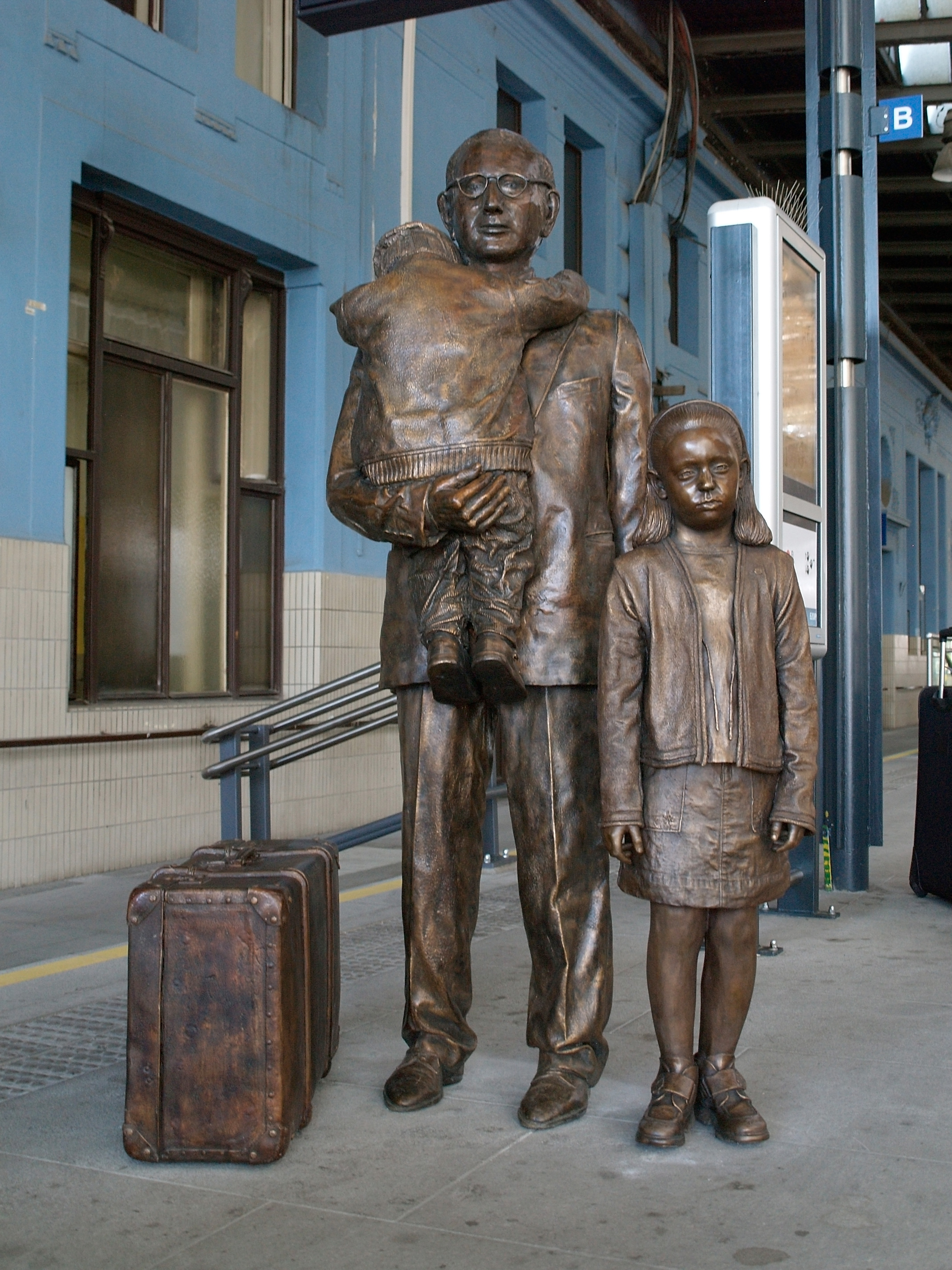
مجسمه یادبود نیکلاس وینتون - در سپتامبر ۲۰۰۹ در ایستگاه مرکزی راه‌آهن پراگ نصب شد

نیکلاس وینتون (به انگلیسی: Nicholas Winton) (۱۹ مه ۱۹۰۹ – ۱ ژوئیه ۲۰۱۵)، بانکدار وبشردوست اهل بریتانیا بود که در آستانه جنگ جهانی دوم، ۶۶۹ کودک عمدتاً یهودی را از چکسلواکی نجات داد. او توانست در بریتانیا خانواده‌هایی را بیابد که از این کودکان نگهداری کنند و سپس اقدام به انتقال آنان به بریتانیا کرد. این اقدام او تا سال ۱۹۸۸ برای نزدیک به ۵۰ سال ناشناخته مانده بود. در آن سال پس از آنکه به برنامه That's Life شبکه بی‌بی‌سی دعوت شد، موفق به دیدار ده‌ها کودکی که نجات داد بود و خانواده‌های آنها شد. پس از آن بود که مطبوعات بریتانیایی به او لقب شیندلر بریتانیا دادند.
در سال ۲۰۰۳، وینتون عنوان شوالیه را برای «خدمات بشردوستانه، برای نجات کودکان یهودی از چکسلواکی تحت اشغال آلمان نازی» از ملکه الیزابت دوم دریافت کرد. همچنین در سال ۲۰۱۰ از سوی دولت بریتانیا نشان قهرمان هولوکاست را دریافت کرد.